# Alter jüdischer Friedhof (Wetzlar)

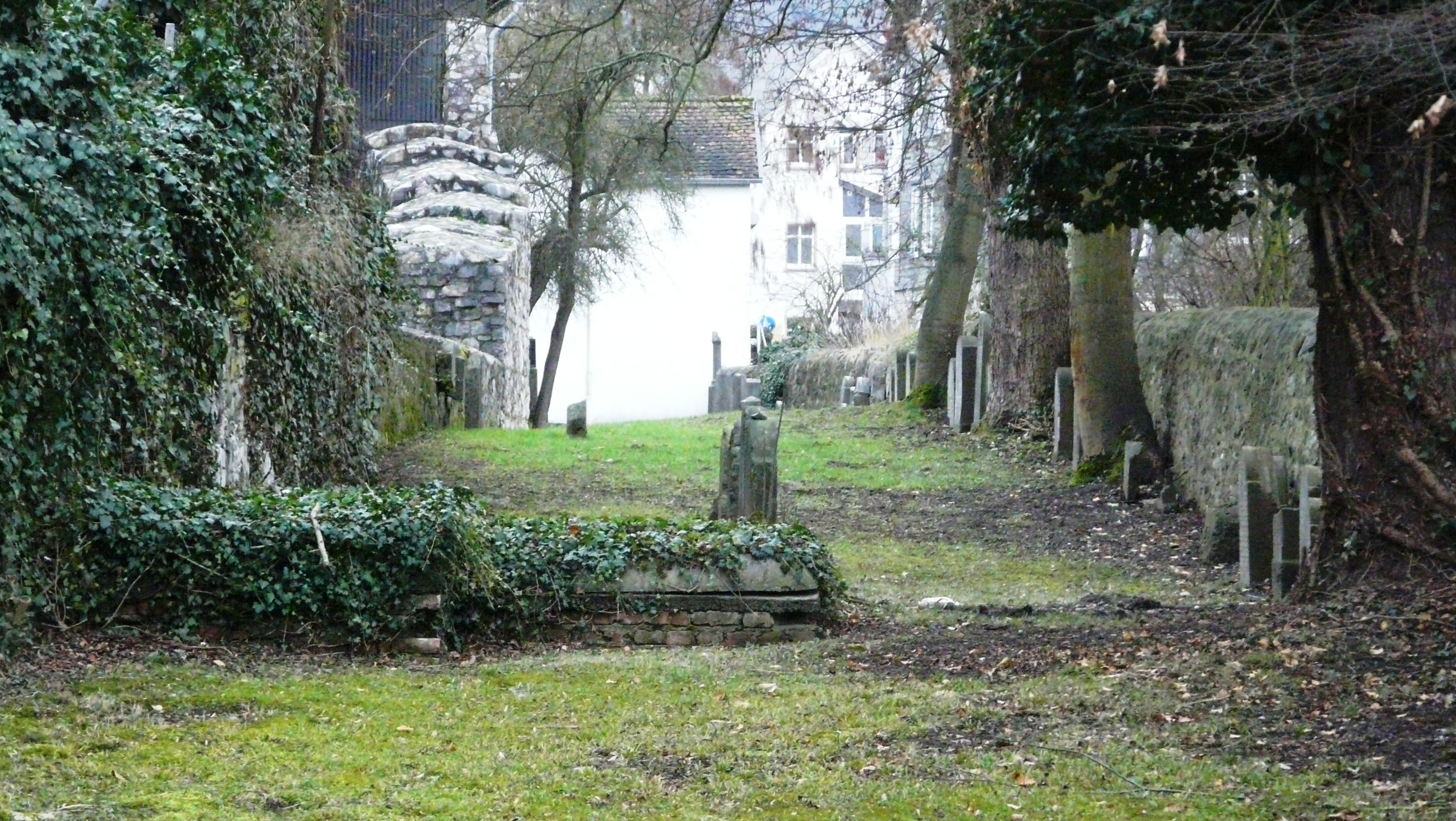
Alter Jüdischer Friedhof, Steighausplatz

Der Alte Jüdische Friedhof Wetzlar in Wetzlar, in der gleichnamigen Kreisstadt und ehemaligen Reichsstadt im mittelhessischen Lahn-Dill-Kreis in Hessen, befindet sich im südwestlichen Teil der Altstadt von Wetzlar direkt hinter der inneren Stadtmauer neben dem Silhöfer Tor im Zwinger. Er verläuft mit seiner langgestreckten Form zwischen der historischen Stadtmauer im Osten und entlang der Landstraße 3053 mit dem innerörtlichen Straßennamen Karl-Kellner-Ring im Westen.

## Beschreibung
Der alte jüdische Friedhof Wetzlar wurde im 17. Jahrhundert eingerichtet, da die in Wetzlar ansässigen jüdischen Einwohner ursprünglich alle in Frankfurt beerdigt wurden. Die Stadt Frankfurt beschloss im 16. Jahrhundert keine fremden Juden in Frankfurt bestatten zu lassen. Somit wurde ein stadtnaher jüdischer Friedhof in Wetzlar erforderlich. Vermutlich ist der erste jüdische Friedhof bei Wetzlar in dem heute nicht mehr bestehenden Ort Dalheim angelegt worden. Die Belegungszeit in Wetzlar auf dem alten jüdischen Friedhof wird von 1714 bis 1900 aufgrund von lesbaren Grabsteinen angegeben, andere Quellen nennen eine Schließung im Jahr 1880.
Das Areal des Friedhofs besteht aus einer langgestreckten Fläche, die durch die Lage zwischen der heutigen Innenstadt und der Altstadt von Wetzlar stark von anderen städtebaulichen Aspekten beschränkt wird. Bereits im Jahr 1939 wurde die Friedhofsfläche stark verkleinert um auf dem Gelände einen Bunker zu bauen. Nach dem Kriegsende wurde der Friedhof ab 1945 wieder instand gesetzt. 
Insgesamt waren über 300 Grabsteine vorhanden, die aufgrund des Bunkers, den Widrigkeiten und der Zerstörung im Zweiten Weltkrieg einen hohen Tribut zahlen mussten. Heute sind für den alten Friedhof in Wetzlar 52 Grabsteine aus der festgestellten Belegzeit von 1714 bis 1900 vorhanden. Viele der älteren Grabsteine sind hebräisch beschriftete Grabsteine und sind entlang der Friedhofsmauer wieder aufgestellt worden. 
Die Friedhofsfläche umfasst 7,89 Ar und ist im Denkmalverzeichnis des Landesamts für Denkmalpflege Hessen als Kulturdenkmal aus geschichtlichen und städtebaulichen Gründen eingetragen.
→ Siehe auch: Jüdische Gemeinde Wetzlar